# الختم السابع
الختم السابع (بالإنجليزية: The Seventh Seal) هو فيلم درامي خيالي سويدي من إخراج وسيناريو إنغمار برغمان سنة 1957، الفيلم من بطولة ماكس فون سيدو وبينغت أغورت.

## القصة
يتمحور الفلم حول سعي رجل للعثور على أجوبة حول الحياة والموت ووجود الله، كما إنه يلعب الشطرنج ضد قابض الأرواح خلال وباء الطاعون الأسود، يعتبر الختم السابع على نطاق واسع من أعظم الأفلام في السينما العالمية، وواحد من أكثر الأفلام تأثيراً، فاز الفيلم بجائزة لجنة التحكيم الخاصة التي تسلمها انغمار برغمان وترشح لجائزة السعفة الذهبية من مهرجان كان السينمائي.

## روابط خارجية
الختم السابع على موقع IMDb (الإنجليزية)
- الختم السابع على موقع ميتاكريتيك (الإنجليزية)
- الختم السابع على موقع الموسوعة البريطانية (الإنجليزية)
- الختم السابع على موقع روتن توميتوز (الإنجليزية)
- الختم السابع على موقع نتفليكس (الإنجليزية)
- الختم السابع على موقع ألو سيني (الفرنسية)
- الختم السابع على موقع Turner Classic Movies (الإنجليزية)
- الختم السابع على موقع أول موفي (الإنجليزية)
- الختم السابع على موقع بوكس أوفيس موجو (الإنجليزية)
- الختم السابع على موقع فيلمافينيتي (الإسبانية)